# 趙浩成

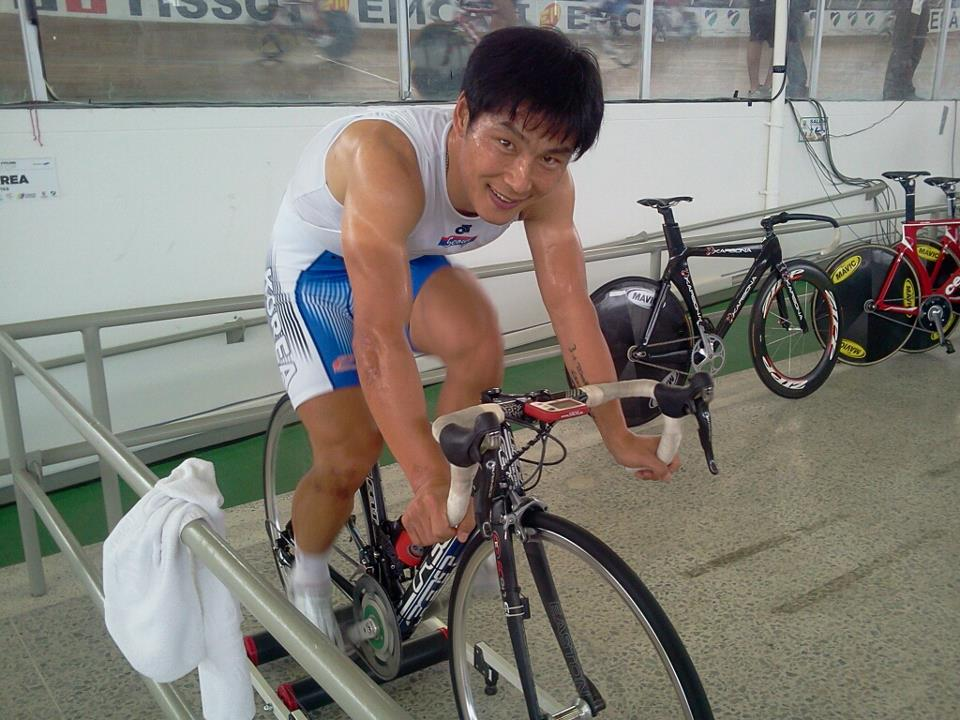
趙浩成在2011卡利世界盃場地賽賽前熱身

趙浩成（韓語：조호성，1974年6月15日—）。原韓國競輪賽選手。2012墨爾本世界場地自由車錦標賽男子全能賽第六名，曾經參加過2012年夏季奧林匹克運動會的自由車男子全能賽。

## 夏季奧林匹克運動會自由車項目
- 1996亞特蘭大 男子領先計分賽第八名
- 2000雪梨     男子領先計分賽第四名
- 2012倫敦     男子全能賽第十一名

## 外部連結
1. - 亞洲場地賽紀錄
  - 趙浩成參加歷屆奧運會紀錄 （页面存档备份，存于）
  - 趙浩成 （页面存档备份，存于）
  - 趙浩成2012倫敦奧運